# Mungo Park (golfspelare)
Mungo Park, född den 22 oktober 1836, död den 19 juni 1904, var en skotsk golfspelare.
Park kom från en berömd golffamilj i Musselburgh i Skottland och var bror till Willie Park Sr. Han var under sin golfkarriär greenkeeper och klubbprofessional på Alnmouth Golf Club i England.
Park vann majortävlingen The Open Championship 1874, då han nyligen hade kommit hem från att ha tjänstgjort på ett fartyg. Hans score under de två rundorna blev 159 slag. Han blev trea i tävlingen 1875 och fyra 1876.
| Majorsegrare genom tiderna                                                                                  |          |            |            |                  |
| 200 olika spelare har vunnit i herrarnas majortävlingar. Mungo Park var den 6:e spelaren som vann en major. |          |            |            |                  |
| 1:a | 5:e      | 6:e        | 7:e        | 200:e            |
| Willie Park Sr                                                                                              | Tom Kidd | Mungo Park | Bob Martin | Louis Oosthuizen |
| Lista över golfens majorsegrare                                                                             |          |            |            |                  |